# 立花直樹
立花 直樹（たちばな なおき、1950年7月12日 - ）は、日本の元俳優。本名、遠藤 広樹（えんどう ひろき）。
東京都出身。日本大学芸術学部音楽科中退。芸映に所属していた。

## 人物
4歳からヴァイオリンなどを学び、大学ではトランペットを専攻していた。俳優デビュー以前には、ハイソサエティーにエレクトーン奏者として参加している。
1970年、映画『学園祭の夜 甘い経験』（東宝）の主演オーディションに合格して俳優デビュー。当時の紹介記事では「せっかくつかんだチャンスを逃さないように一生懸命やり、改めて演技の勉強をするつもりです」と述べている。
1972年、TBSの刑事ドラマ『刑事くん』で、仲雅美に代わって桜木健一の相棒となる若手刑事・板垣一彦役でレギュラー出演。当時の紹介記事では「歌も楽器も芝居も何でもできるタレントになりたい」と述べている。
1973年放送の特撮テレビドラマ『ジャンボーグA』（毎日放送）では、主人公である立花ナオキを演じ、1976年放送の特撮テレビドラマ『ザ・カゲスター』（NET）でも主人公の姿影夫を演じた。
『ザ・カゲスター』終了前後となる1976年11月からは、刑事ドラマ『特別機動捜査隊』（NET）に佐田刑事役でレギュラー出演した。
その後は時代劇や刑事ドラマなどのゲスト出演を経て、1970年代後半に俳優を引退。引退後は運動用品店を経営していたが、同業者に大麻を販売したとして送検されたことがある。
特技は、歌唱、トランペット。1972年の紹介記事では、50曲以上の作品を作詞・作曲しているとの記載がある。

## 出演

### テレビドラマ
- 木下恵介・人間の歌シリーズ / 冬の華（1971年、TBS） - 北山貞介
- コートにかける青春（1971年 - 1972年、CX）- 曽根
- キイハンター 第200話「SOS接吻泥棒」（1972年、TBS） - ジョー
- なんたって18歳! 第24話「ロマンスがいっぱい」（1972年、TBS）  - 治
- 刑事くん 第30話「行くぞ若き力」 - 第57話「人間たちの祭り」（1972年、TBS） - 板垣一彦
- 緊急指令10-4・10-10 第19話「大空を飛ぶ少年」（1972年、NET） - 末永新也
- 光る海（1972年 - 1973年、CX） - 次郎
- アイちゃんが行く! 第10話「八幡平の恋人たち」（1972年、CX） - 工藤健一
- ジャンボーグA（1973年、MBS） - 主演・立花ナオキ / ジャンボーグAの声（1・2話）
- 大江戸捜査網（12ch）
  - 第53話「花のお江戸の喧嘩鳶」（1972年）
  - 第133話「恐怖の辻斬り」（1974年）
  - 第177話「恐怖の訪問者」（1975年） - 鈴木新之助
- 高校教師 第21話「あの娘は教室で死んだ」（1974年、12ch） - 田村雄一
- 特別機動捜査隊（NET） 
  - 第640話「闇」（1974年） - 児玉健二
  - 第743話「火遊びの女」（1976年） - 浜田徹
  - 第752話「我が輩は犬である」（1976年） - 竹田
  - 第782話「わたしの父さん」（1976年 - 1977年） - 佐田刑事
- 非情のライセンス 第2シリーズ 第27話「兇悪の炎」（1975年、NET） - ジョージ川井
- 剣と風と子守唄 第9話「やっこ武士道」（1975年、NTV）
- ザ・カゲスター （1976年、NET） - 主演・姿影夫 / カゲスター
- 快傑ズバット 第14話「白羽の矢 涙の別れ」（1977年、12ch） - 神田繁樹
- ジグザグブルース 第6話「女形涙の晴れ舞台」（1977年、ANB）
- 特捜最前線（ANB） 
  - 第10話「母・その愛の標的」（1977年）
  - 第27話「跳弾 その愛のゆくえ」（1977年）
- ご存知!女ねずみ小僧 第15話「怪談・髪切り包丁」（1977年、CX） - 市太郎
- 人形佐七捕物帳 第19話「贋金を裂く仮親子」（1977年、ANB） - 浅吉
- 吉宗評判記 暴れん坊将軍（ANB） 
  - 第5話「大奥に咲いた春」（1978年） - 弥七
  - 第35話「爆薬を抱いた花嫁」（1978年） - 作太郎
- 新幹線公安官 第2シリーズ 第8話「片道切符の旅路」（1978年、ANB） - 岸田節夫
- 銭形平次 第617話「おゆき」（1978年、CX） - 与吉
- コメットさん 第26話「星に願いを」（1978年、TBS） - 木村正夫
- 伝七捕物帳 第11話「姉弟しぐれ」（1979年、ANB）

### 映画
- 学園祭の夜 甘い経験（1970年、東宝）
- 喜劇 三億円大作戦（1971年、東宝） - 修
- 制服の胸のここには（1972年、東宝）
- 愛こんにちは（1974年、東宝）-　星島徹
- しあわせの一番星（1974年、松竹） - 古賀治郎
- ジャンボーグA&ジャイアント（1974年、円谷プロ＋チャイヨー・プロ） - 立花ナオキ
- ザ・カゲスター（1976年、東映） - 主演・姿影夫 / カゲスター

## 音楽

### シングル
- 山河遥かなり / 哀しみはたそがれの中で（1971年、キャピトル）
- 青春の子守唄 / 幸せの昼下り（1972年、キャピトル）
- ジャンボーグA / 輝けPAT（1973年、東芝） - 『ジャンボーグA』主題歌カバー